# 小西国際交流財団
小西国際交流財団は、日本臓器製薬が実施してきた国際交流事業を恒久的に継続・発展させるため1983年外務省の認可により設立された公益財団法人である。1993年、同財団の設立10周年記念事業として、フランス語から日本語へ、及び、日本語からフランス語へ翻訳出版された本を対象に、優れた作品と訳者を顕彰する小西財団日仏翻訳文学賞を創設した。また、2017年には、日本の漫画の優れたフランス語翻訳者に贈られる「小西財団漫画翻訳賞」を創設した。

## 沿革
- 1983年 外務省の認可により「財団法人小西国際交流財団」設立
- 1984年	日中免疫アレルギー会議開催
- 1985年	日ソ情動ストレス会議開催
  - 日仏中免疫アレルギー会議 開催
  - 日本文学作品の翻訳・出版・買上・配布、並びに文学読後感想コンクール実施
- 1986年	財団「設立の会記録集」編集発行
  - 日本文学翻訳委員会事業及び現代日本文学のフランス語翻訳版出版
- 1987年	日本文学仏語訳記念シンポジウム(フランス) 開催
  - 第1回上海国際医学セミナー開催
- 1988年	仏語訳現代日本文学短編選集・詩選集読後感想論文入賞者表彰式
  - 仏語訳現代日本文学短編選集・詩選集読後感想論文各一位入賞者日本招待
  - 第2回上海国際医学セミナー開催
  - 日本フランス語フランス文学会夏季研修会助成
  - ベルギー・ルーヴァン大学小西講座開設、大江健三郎記念講演
  - 第7回日仏アレルギー会議の開催
- 1989年「現代政治学叢書」中国語翻訳出版事業助成
  - 駐日中国大使館において「髙碕文庫」の目録及び銘板の贈呈式
  - 日本フランス語フランス文学会夏季研修会助成
  - 仏訳現代日本文学短編集第二集の出版・買上げ・配布
- 1990年「現代政治学叢書」中国語翻訳出版事業助成
  - 「孔子について」井上靖講話の会開催
  - ジャン・ド・ゴール氏を囲む会開催
  - 日本フランス語フランス文学会夏季研修会助成
  - 第3回上海国際医学セミナー開催
- 1991年	大岡信、大江健三郎講演会
  - 「現代政治学叢書」中国語翻訳出版事業助成
  - 「髙碕文庫」中国の５大学に学術図書を寄贈
  - 日本フランス語フランス文学会夏季研修会助成
  - 第14回国際免疫臨床アレルギー学会日仏アレルギー会議研究会
- 1992年	第4回上海国際医学セミナー開催
  - 日本フランス語フランス文学会夏季スタージュへ助成
  - 「髙碕文庫」北京外国語学院及び上海第二医科大学に学術図書寄贈
- 1993年	日仏シンポジウム開催
- 1994年	第1回小西財団日仏翻訳文学賞授賞式（於日本及びフランス）
  - 皇太子殿下御成婚慶祝曲演奏会開催協賛
- 1995年	第2回小西財団日仏翻訳文学賞授賞式（於日本及びフランス）
  - 「髙碕文庫」上海第二医科大学へ図書寄贈
  - 第1回日中児童絵画交流展
- 1996年	第3回小西財団日仏翻訳文学賞授賞式（於日本及びフランス）
  - ｢髙碕文庫｣上海第二医科大学へ図書寄贈
- 1997年	第4回小西財団日仏翻訳文学賞授賞式（於日本及びフランス）
  - 第2回日仏中児童絵画交流展 開催 (北京)
- 1998年	第5回小西財団日仏翻訳文学賞受賞式（於日本及びフランス）
- 1999年	第6回小西財団日仏翻訳文学賞授賞式（於日本及びフランス） 
  - 邵華澤書道展
  - 「21世紀に向けての日本外交」出版助成
- 2000年	第3回日仏中児童絵画交流東京展
  - 第4回日仏中国際親善児童絵画交流展開催 (北京市中国児童少年活動センター)
  - カリフォルニア大学バークレイ校 ｢丸山眞男講座｣ 助成
  - 第7回小西財団日仏翻訳文学賞授賞式（於日本）
  - 日中平和友好条約締結20周年記念事業
- 2001年	第7回小西財団日仏翻訳文学賞授賞式（於フランス）
  - カリフォルニア大学バークレイ校 ｢丸山眞男講座｣ 助成
- 第8回小西財団日仏翻訳文学賞授賞式（於日本）
- 2002年	第8回小西財団日仏翻訳文学賞授賞式（於フランス）
  - カリフォルニア大学バークレイ校 ｢丸山眞男講座｣ 助成
  - 第9回小西財団日仏翻訳文学賞授賞式（於日本及びフランス）
- 2003年	カリフォルニア大学バークレイ校 ｢丸山眞男講座｣ 助成
  - 第10回小西財団日仏翻訳文学賞授賞式（於日本）
- 2004年	ベトナムに於ける眼科領域でのNGOを通じて医療支援
  - ベトナムに於ける眼科領域でのNGOを通じて医療支援
  - 第10回小西財団日仏翻訳文学賞受賞式（フランス）
  - 慶応義塾大学医学部国際医学研究会第27次派遣助成
- 2005年	カリフォルニア大学バークレイ校 ｢丸山眞男講座｣ 助成
  - 慶応義塾大学医学部国際医学研究会 第28次派遣助成
  - 「日本語のアスペクトと時」 ドルヌ・フランス＝小林出版助成
- 2006年	カリフォルニア大学バークレイ校 ｢丸山眞男講座｣ 助成
  - 第11回小西財団日仏翻訳文学賞受賞式（於日本及びフランス）
  - 慶応義塾大学医学部国際医学研究会第29次派遣助成
- 「日本子供学会」基礎研究プロジェクト助成
  - 「共生のための国際哲学交流センター」助成
  - インターネットサイト「べるりんねっと789」助成
- 2007年	カリフォルニア大学バークレイ校 ｢丸山眞男講座｣ 助成
  - 第12回小西財団日仏翻訳文学賞授賞式（於日本及びフランス）
  - 東京大学創立130周年記念事業大江健三郎講演会助成
- + 慶応義塾大学医学部国際医学研究会第30次派遣助成
  - インターネットサイト「べるりんねっと798」助成
- 2008年	『初代駐日フランス公使ベルクール』 ベルクール著、矢田部厚彦訳 翻訳出版助成
  - カリフォルニア大学バークレイ校 ｢丸山眞男講座｣ 助成
  - 第13回小西財団日仏翻訳文学賞授賞式（於日本及びフランス）
  - 慶応義塾大学医学部国際医学研究会第31次派遣助成
  - 第20回全国車椅子マラソン大会助成
  - パリ日本館文化事業助成
- 2009年	インターネットサイト「べるりんねっと798」助成
  - カリフォルニア大学バークレイ校 ｢丸山眞男講座｣ 助成 (佐々木毅講演)
  - 慶応義塾大学医学部国際医学研究会第32次派遣助成
  - パリ日本館創立80周年記念事業助成
  - 日墺修好140周年オーストリア・ジャパン・ファションショー助成
  - 関西芸術振興会助成
  - 人形浄瑠璃文楽ブルガリア、ルーマニア公演助成
  - 第14回小西財団日仏翻訳文学賞授賞式(於日本及びフランス)
  - 日本メキシコ交流400周年記念事業助成(メキシコと日本の演奏家による大阪での記念コンサート)
  - 第15回小西財団日仏翻訳文学賞授賞式 (於東京とフランス)
  - 慶応義塾大学国際医学研究会第33次派遣助成
- 2011年	慶應義塾大学国際医学研究会第34次派遣助成
  - 特別展「孫文と梅屋庄吉100年前の中国と日本」(毎日新聞社主催) 助成
  - 第16回小西財団日仏翻訳文学賞授賞式（於日本及びフランス)
  - 特定営利法人関西芸術振興会への助成
- 2012年	慶応義塾大学国際医学研究会 第35次派遣助成
  - 第17回小西財団日仏翻訳文学賞授賞式 (於日本及びフランス)
  - 日越外交関係樹立40周年記念事業オペラ 『夕鶴』ハノイ公演助成
- 2013年	内閣府の移行認定を受け「公益財団法人小西国際交流財団」へ改称
  - 第18回小西財団日仏翻訳文学賞授賞式（於日本及びフランス）
  - 慶応義塾大学国際医学研究会第36次派遣助成
  - 『日本魅力的な幻想芸術－絵巻物から現代アートまで』出版助成 (ブリジット・小山＝リシャール企画翻訳)
- 2014年	第19回小西財団日仏翻訳文学賞授賞式（於日本及びフランス）
- 2015年	小西財団日仏翻訳文学賞授賞式 (於日本及びフランス)
  - 小西財団日仏翻訳文学賞第20回記念シンポジウム
  - 「日本とフランス－翻訳文学の明日に向かって」(日仏会館) 開催
- 2016年	第21回小西財団日仏翻訳文学賞授賞式（於日本及びフランス）
- 2017年	小西財団漫画翻訳賞設立
  - 第22回小西財団日仏翻訳文学賞授賞式（於日本及びフランス）
- 2018年	第1回小西財団漫画翻訳賞 グランプリ発表 (アングレーム市庁舎）
  - 漫画翻訳賞記念特別座談会「影の言葉～漫画とその翻訳者たち～」 (パリ日本文化会館)
  - 漫画翻訳賞記念展覧会「漫画を彩る言葉」（第45回アングレーム国際漫画祭・パリ日本文化会館）
  - 第23回小西財団日仏翻訳文学賞授賞式 (於日本及びフランス)
  - 第1回小西財団漫画翻訳賞記念座談会「マンガ、バンド・デシネ：日仏翻訳と受容－アングレーム国際漫画祭と小西財団漫画翻訳賞をめぐって－」（日仏会館）
- 2019年	第2回小西財団漫画翻訳賞 グランプリ発表（第46回アングレーム国際漫画祭）
  - 漫画翻訳賞座談会（第46回アングレーム国際漫画祭）
  - 第24回小西財団日仏翻訳文学賞授賞式（於日本）
- 2020年	第3回小西財団漫画翻訳賞 グランプリ発表（第47回アングレーム国際漫画祭）
  - 漫画翻訳賞座談会（第47回アングレーム国際漫画祭）　
  - 第25回小西財団日仏翻訳文学賞受賞者発表
  - 「丸善フランス物語 第2章」（丸善丸の内本店開催）にて小西財団日仏翻訳文学賞に関する展示
- 2021年	第4回小西財団漫画翻訳賞グランプリ発表（第48回アングレーム国際漫画祭）
  - 第26回小西財団日仏翻訳文学賞受賞者発表
- 2022年	第25回・第26回小西財団日仏翻訳文学賞授賞式（於日本）
  - 第5回小西財団漫画翻訳賞 グランプリ発表（第49回アングレーム国際漫画祭）
  - 漫画翻訳賞座談会（第49回アングレーム国際漫画祭）
  - 漫画翻訳賞展覧会（第49回アングレーム国際漫画祭）
  - 第27回小西財団日仏翻訳文学賞受賞者発表
  - 第26回・第27回小西財団日仏翻訳文学賞授賞式（於フランス）
  - 座談会「フランスにおける日本文学の翻訳－その過去と現在　Traduire la littérature japonaise en France, hier et aujourd’hui」の開催（パリ日本文化会館）
  - 第27回小西財団日仏翻訳文学賞授賞式（於日本）
- 2023年	第6回小西財団漫画翻訳賞 グランプリ発表（第50回アングレーム国際漫画祭）
  - 漫画翻訳賞座談会（第50回アングレーム国際漫画祭）
  - 漫画翻訳賞展覧会（第50回アングレーム国際漫画祭）
  - 第28回小西財団日仏翻訳文学賞受賞者発表
  - 第28回小西財団日仏翻訳文学賞授賞式（於フランス）
- 2024年	第28回小西財団日仏翻訳文学賞授賞式（於日本）
  - 第７回小西財団漫画翻訳賞グランプリ発表（第51回アングレーム国際漫画祭）
  - 漫画翻訳賞座談会（第51回アングレーム国際漫画祭）
  - 漫画翻訳賞展覧会（第51回アングレーム国際漫画祭）
  - 第29回小西財団日仏翻訳文学賞授賞式（於日本及びフランス）
- 2025年	第8回小西財団漫画翻訳賞グランプリ発表（第52回アングレーム国際漫画祭）
  - 漫画翻訳賞座談会（第52回アングレーム国際漫画祭）
  - 漫画翻訳賞展覧会（第52回アングレーム国際漫画祭）